# Desmodium poeppigianum
Desmodium poeppigianum är en ärtväxtart som först beskrevs av Anton Karl Schindler, och fick sitt nu gällande namn av James Francis Macbride. Desmodium poeppigianum ingår i släktet Desmodium och familjen ärtväxter. Inga underarter finns listade i Catalogue of Life.